# Псатирелла изящная
Псатире́лла изящная (лат. Psathyrella gracilis) — гриб рода Псатирелла (Psathyrella) семейства Псатирелловые (Psathyrellaceae). Типовой вид. Несъедобный гриб.

## Названия
Про латинское родовое название см. Псатирелла. Видовой эпитет лат. gracilis означает «стройная», «изящная».
Научные синонимы:
- Psathyra diffusa (Batsch) Lapl.
- Fungus diffusus (Batsch) Kuntze, 1898
- Hypholoma gracile (Fr.) Hongo & Izawa, 1994
- Agaricus gracilis Pers., 1801 (nom. illeg.)
- Agaricus gracilis Fr. 1821
- Prunulus gracilis (Pers.) Gray, 1821
- Coprinarius gracilis (Fr.) P. Kumm., 1871
- Drosophila gracilis (Fr.) Quél., 1888
- Psathyra gracilis (Fr.) Bertrand, 1901

Русские синонимы:
- Хрупля́нка стро́йная

## Описание
Шляпка диаметром 1—4 см, узкоколокольчатая, затем ширококолокольчатая, выпуклая, до почти плоской, радиально-полосатая, просвечивающаяся, иногда тонкоморщинистая. Кожица серовато- или розовато-буроватая, при высыхании становится желтовато-серой или светло-бежевой.
Мякоть очень тонкая, светло-буроватая, хрупкая, без особого вкуса и запаха.
Ножка высотой 4—10 см и 0,2—0,3 см в диаметре, цилиндрическая, полая. Поверхность белая или беловатая, гладковолокнистая, вверху с мучнистым налётом, у основания белое мицелиальное опушение.
Пластинки широкоприросшие, редкие, легко отрывающиеся, при созревании меняют цвет от серого до черноватого, чёрного, с бежево-розоватым краем.
Остатки покрывала заметны по краю шляпки, паутинистые.
Споровый порошок чёрный, споры 12—15×6—6 мкм, эллипсоидальные.
Хейлоцистиды узкобутыльчатые или веретеновидные, бесцветные.

## Экология и распространение
Почвенный и подстилочный сапротроф, ксилотроф на остатках древесины в почве. Растёт в лиственных и смешанных лесах, парках.
Вид широко распространён во всей Евразии, известен в Африке.
Сезон август — сентябрь.